# Unruhen von Léopoldville

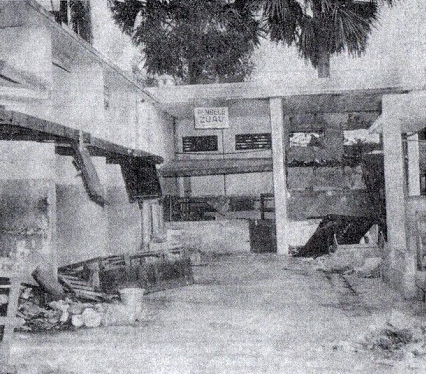
Der Markt in Léopoldville wurde durch die Unruhen beschädigt.

Die Unruhen von Léopoldville waren ein Ausbruch zivilen Ungehorsams, der im Januar 1959 in Léopoldville stattfand.
Léopoldville lag im damaligen Belgisch-Kongo und heißt heute Kinshasa. Die Unruhen begannen, als der Alliance des Bakongo nicht erlaubt wurde, eine Protestversammlung abzuhalten. Bei den Unruhen sollen mindestens 49 Personen getötet worden sein, die Zahl der Verletzten soll sich auf 500 belaufen haben. Nach den Unruhen wurde eine Konferenz in Brüssel organisiert, die sich mit dem Problem der Unabhängigkeit des Kongo auseinandersetzte. Belgisch-Kongo wurde am 30. Juni 1960 unabhängig und nannte sich fortan Republik Kongo.

## Historischer Hintergrund
Die Kolonialherrschaft im Kongo begann im 19. Jahrhundert. König Leopold II. war frustriert darüber, dass Belgien keine koloniale Großmacht war. Er versuchte die belgische Regierung davon zu überzeugen, eine koloniale Expansion im größtenteils unerforschten Kongobecken zu unterstützen. Die belgische Regierung stand dieser Idee jedoch ambivalent gegenüber. Leopold startete die Expansion schließlich auf eigene Faust. Mit der Unterstützung weiterer westlicher Staaten gelang es Leopold den Freistaat Kongo als persönliche Kolonie zu errichten. Die westlichen Mächte, die ihm dabei halfen, sahen die Kolonie vorwiegend als Pufferstaat gegen den Einflussbereich rivalisierender westlicher Mächte. Der Freistaat Kongo wurde 1885 errichtet. Um die Jahrhundertwende war die Gewalt der Verwaltung gegen die einheimischen Kongolesen sehr groß, und es existierte ein System wirtschaftlicher Ausbeutung der lokalen Ressourcen zu Gunsten der Kolonialmacht. Beide Punkte führten zu starkem diplomatischen Druck auf die belgische Regierung. Die belgische Regierung übernahm 1908 die Kontrolle über die Kolonie und nannte sie Belgisch-Kongo.
Während der letzten Jahre des Zweiten Weltkriegs entwickelte sich im Kongo eine neue Bevölkerungsschicht, die Évolués. Sie stellten die afrikanische Mittelschicht in der Kolonie, und besetzten gehobene Positionen (wie Verwaltungsmitarbeiter, oder Krankenschwestern), die durch den wirtschaftlichen Aufschwung verfügbar wurden. Es gab keine Kriterien, die ein Évolué erfüllen musste. Generell galt jedoch, dass jemand „gute Französische Sprachkenntnisse hatte, dem Christentum angehörte und eine höhere Bildung (zumindest einen Sekundärabschluss) aufwies“. Bis in die 1950er Jahre waren die meisten Évolués nur mit sozialen Ungerechtigkeiten und deren Behandlung durch die Belgier befasst. Als sich im Jahr 1958 die Évolués miteinander auszutauschen begannen, startete eine Form von Nationalismus: Diese Personen diskutierten auch über Strukturen in einem postkolonialen Staat Kongo. Eine Reihe neuer Parteien entstanden, darunter die Alliance des Bakongo  (ABAKO), geführt von Joseph Kasa-Vubu, und das Mouvement National Congolais (MNC), geführt von Patrice Lumumba. Die belgische Kolonialverwaltung versuchte einen Plan der Dekolonialisierung umzusetzen, aber wollte mehr Zeit zum Aufbau einer kongolesischen Verwaltung und zur Vorbereitung des Verlassens des Kolonialstatus. Sie versuchte daher, das Land politisch sowohl von Afrika als auch von Europa zu isolieren, und politische Organisationen zu unterdrücken. Da der Nationalismus stärker wurde, wurde dies mit der Zeit immer schwieriger. Daher schuf die belgische Regierung im Juli 1958 eine Arbeitsgruppe, welche die Möglichkeiten neuer Reformen in der Kolonie untersuchen sollte. Als Antwort auf die Resultate der Arbeitsgruppe beschloss die Kolonialverwaltung, Verfassungsänderungen im Kongo am 13. Januar 1959 anzukündigen.
Am 28. Dezember 1958 organisierte Lumumba eine große MNC-Veranstaltung in Léopoldville, wo er über seine Teilnahme der All-African People’s Conference in Accra, Ghana berichtete. Die Veranstaltung war sehr erfolgreich, und Kasa-Vubu beschloss, seine eigene Veranstaltung eine Woche später abzuhalten, am 4. Januar 1959. Dort sollte Afrikanischer Nationalismus diskutiert werden. ABAKO fragte um eine Genehmigung an, die Veranstaltung in der Jugendherberge abzuhalten. Die öffentliche Verwaltung genehmigte jedoch nur eine „private Versammlung“, da die Anfrage zu kurzfristig erfolgt sei. Belgische Behörden warnten auch, dass die Führer der ABAKO zur Verantwortung gezogen würden, sollte die Veranstaltung politisch werden.

## Unruhen

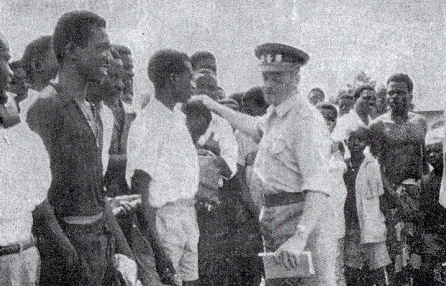
General Émile Janssens tauscht sich nach den Unruhen mit Zivilisten aus. Janssens war dafür verantwortlich, den Aufruhr niederzuschlagen

Die Führung der ABAKO wertete die Warnungen als Verbot der Versammlung und versuchte am 3. Januar, diese zu verschieben. Am 4. Januar versammelte sich trotzdem eine große Menschenmenge bei der Jugendherberge. Kasa-Vubu und andere Vertreter der ABAKO waren ebenfalls gekommen, um die Menschen nach Hause zu schicken. Es gelang ihnen jedoch nicht, die Menschenmenge zu beruhigen, und Gewalt begann, nachdem die Menschenmenge sich weigerte, sich aufzulösen.
Die Menge begann, Steine auf Polizeikräfte zu werfen, und weiße Motorradfahrer anzugreifen. Die ursprüngliche Gruppe wurde bald durch 20.000 Kongolesen verstärkt, die ein nahes Stadion nach einem Fußballspiel verließen. Reporter schätzten damals, dass etwa 35.000 Afrikaner an den Gewalttätigkeiten beteiligt waren. Die Gewalt verbreitete sich schnell, als die Demonstranten versuchten, in den europäischen Teil der Hauptstadt zu gelangen. Es wird berichtet, dass Aufständische Scheiben einschlugen und Geschäfte plünderten, sowie katholische Missionen in Brand setzten und katholische Priester schlugen. Viele Protestierende sangen „Indépendance immediate“ (Unabhängigkeit sofort).
Afrikanische Polizeieinheiten, welche von der Kolonialverwaltung beschäftigt wurden, konnten die Ordnung wiederherstellen. Gepanzerte Fahrzeuge, welche von General Émile Janssens befehligt wurden, kamen ebenfalls zum Einsatz. Die kongolesische Verwaltung nahm etwa 300 Personen fest, unter ihnen Kasa-Vubu, welcher der erste Präsident des unabhängigen Kongo werden sollte, sowie Simon Mzeza und den Vizepräsidenten des ABAKO, Daniel Kanza. Ihnen wurde vorgeworfen, zum Aufruhr aufgerufen zu haben.

## Nach dem Aufstand
Es gibt verschiedene Schätzungen, wie viele Personen durch den Aufstand getötet wurden. Manche Schätzungen gehen von bis zu 500 Personen aus. Von offizieller Seite hieß es, 49 Afrikaner seien getötet und 241 verwundet worden. Viele der Verwundeten besuchten keine Spitäler, um sich behandeln zu lassen, und viele der Getöteten wurden unauffällig begraben. Die Januarunruhen stellen einen Wendepunkt in der Geschichte der kongolesischen Befreiungsbewegung dar; die belgische Verwaltung und die Kolonialverwaltung waren gezwungen, zuzugeben, dass es in der Kolonie gravierende Probleme gab. Im Gegensatz zu früher wurden die Probleme vor allem durch ungebildete Stadtbewohner ausgedrückt, und nicht durch Évolués. Viele Évolues waren wie die Europäer von der Verwüstung geschockt.

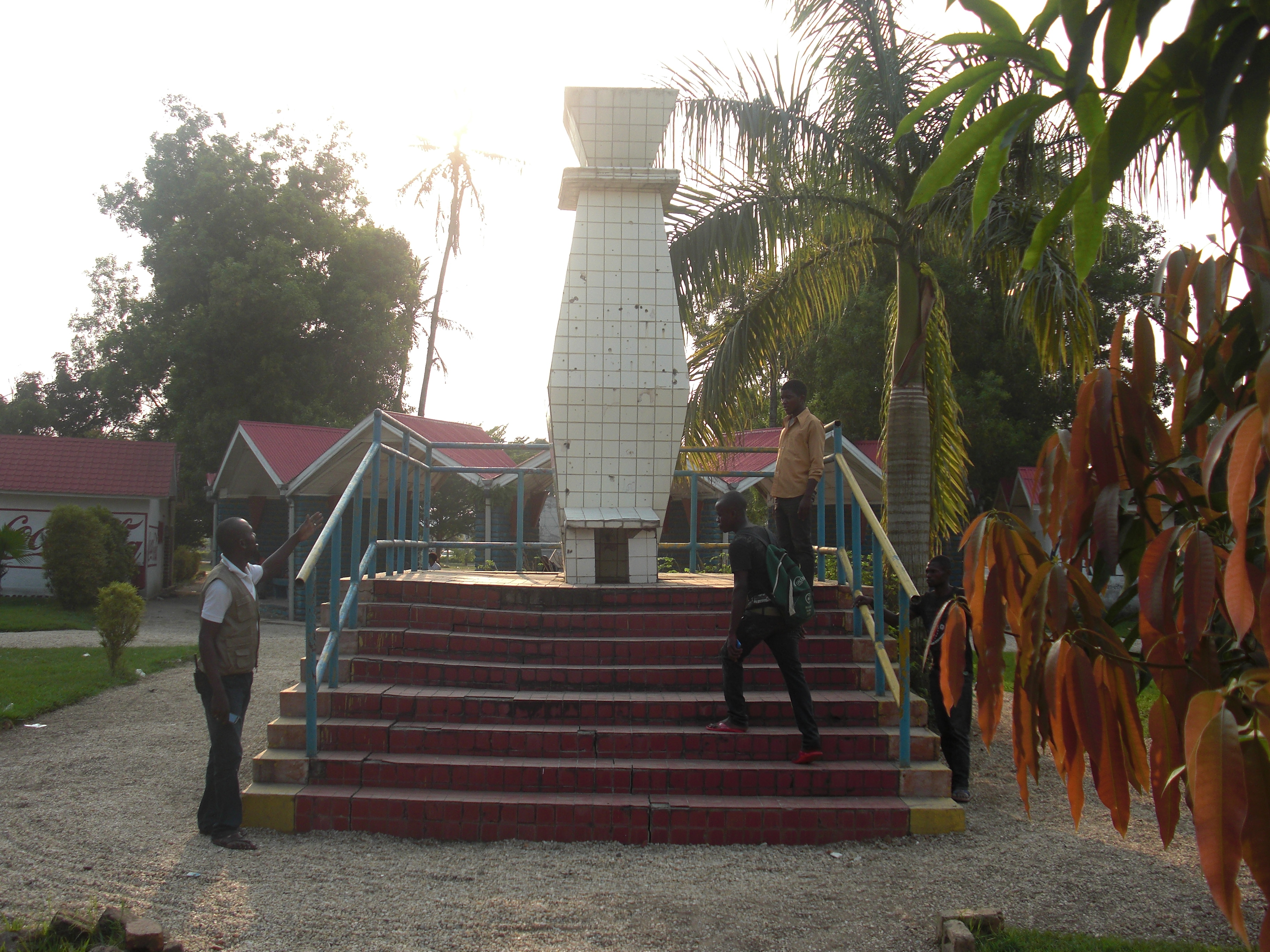
Der Platz des 4. Januar ist einer der Orte in Kisangani, welche nach den Unruhen von Léopoldville benannt wurde

Direkt nach den Ereignissen machte die belgische Verwaltung afrikanische Arbeitslose verantwortlich; sie kommunizierte, dass die Mehrheit der 250.000 afrikanischen Einwohner nicht involviert gewesen sei. Das belgische Parlament setzte eine Untersuchungskommission ein, um die Ursache der Unruhen zu ermitteln. Diese fand heraus, dass die Unruhen auf Probleme der Rassendiskriminierung, Überbevölkerung und Arbeitslosigkeit zurückzuführen sind. Sie kam auch zum Schluss, dass externe Faktoren eine Rolle spielten, zum Beispiel die Zusicherung Frankreichs, im benachbarten Französisch-Kongo eine Selbstverwaltung einzuführen. Gleichzeitig kritisierte sie die Reaktionen der Kolonialbehörden auf die Unruhen.
Am 13. Januar kündigte die Verwaltung Reformen an: Es sollte im Dezember lokale Wahlen geben, und bei der Einstellung von Beamten und Angestellten in den öffentlichen Dienst sollten keine nach Rassen und Ethnien getroffenen Unterscheidungen zulässig sein. Des Weiteren sollten mehr Afrikaner in Beratergremien gewählt werden. Der belgische König Baudouin kündigte an, dass Kongo in der Zukunft in die Unabhängigkeit entlassen werde. Internationale Medien gingen davon aus, dass diese Reformen und Ankündigungen eine Antwort auf die Unruhen seien, wofür es jedoch keine Anhaltspunkte gibt. Es besteht die Möglichkeit, dass die Ankündigung des Königs erfolgte, um die kongolesische öffentliche Meinung zu beruhigen.

## Vermächtnis
Der 4. Januar wird als öffentlicher Feiertag in der Demokratischen Republik Kongo begangen und wird Tag der Märtyrer genannt. Durch die Ereignisse radikalisierte sich die kongolesische Unabhängigkeitsbewegung. Die Ereignisse werden oft als „Totenglöckchen“ für die belgische Kontrolle über den Kongo gesehen. Die Radikalisierung erfolgte auf beiden Seiten: Sowohl war eine kongolesische Gruppe zur Gewalt bereit, um ihre Forderung nach Unabhängigkeit durchzusetzen. Viele Mitglieder der weißen Gesellschaft im Kongo bereiteten sich ebenfalls auf Gewalt vor. Gewisse weiße Kreise planten einen Staatsstreich, sollte eine schwarze Mehrheitsregierung die Kontrolle im Land übernehmen.
Die Unruhen markierten ebenfalls eine Zeit der wachsenden Spannungen und einen Unterbruch für die MNC, den größten politischen Gegner der ABAKO. Mit den Januarunruhen nahm der Einfluss der beiden nationalistischen Parteien auch außerhalb der großen Städte zu. Während des nächsten Jahres gab es regelmäßig auch nationalistische Demonstrationen und Unruhen außerhalb der großen Städte. Viele Menschen außer den Évolués schlossen sich der Unabhängigkeitsbewegung an. Da ein Großteil der Führungsriege der ABAKO verhaftet worden war, war die MNC in einer besseren politischen Position.

## Bibliographie
- Joseph Kasavubu Dies in Congo; Was His Nation's First President In: The New York Times, 24. März 1969. Abgerufen am 19. August 2014 (englisch).
- Congolese win independence from the Belgian Empire, 1959-60. Swarthmore College - Global Action Nonviolent Database, abgerufen am 16. August 2014 (englisch).
- David N. Gibbs: The Political Economy of Third World Intervention: Mines, Money, and U.S. Policy in the Congo Crisis (= American Politics and Political Economy). University of Chicago Press, Chicago 1991, ISBN 978-0-226-29071-3 (englisch, google.com).
- Harry Gilroy:  Belgium Lays Riot To Congo Jobless In: The New York Times, 8. Januar 1959. Abgerufen am 16. August 2014 (englisch).
- Harry Gilroy:  Belgians Absolve 3 Congo Leaders In: The New York Times, 9. März 1959. Abgerufen am 17. August 2014 (englisch).
- Catherine Hoskyns: The Congo Since Independence: January 1960 – December 1961. Oxford University Press, London 1965, OCLC 414961 (englisch).
- Order Restored In Congo Capital After Riots Fatal to 34 Africans In: The New York Times, 6. Januar 1959. Abgerufen am 16. August 20154 (englisch).
- Congo Policy Drafted In: The New York Times, 11. Januar 1959. Abgerufen am 17. August 2014 (englisch).
- Unrest Spreads in Belgian Congo In: The New York Times, 2. November 1959. Abgerufen am 17. August 2014 (englisch).
- Leo Zeilig: Lumumba: Africa's Lost Leader. Haus, London 2008, ISBN 978-1-905791-02-6 (englisch).
- Georges Nzongola-Ntalaja: From Leopold to Kabila: A People's History. Zed Books, 2002, ISBN 1-84277-053-5 (englisch, google.com).
- Crawford Young: Politics in the Congo: Decolonization and Independence. Princeton University Press, Princeton 1965, OCLC 307971 (englisch).